# Ford Explorer EV
Ford Explorer EV – samochód elektryczny typu crossover klasy kompaktowej produkowany pod amerykańską markę Ford od 2023 roku.

## Historia i opis modelu

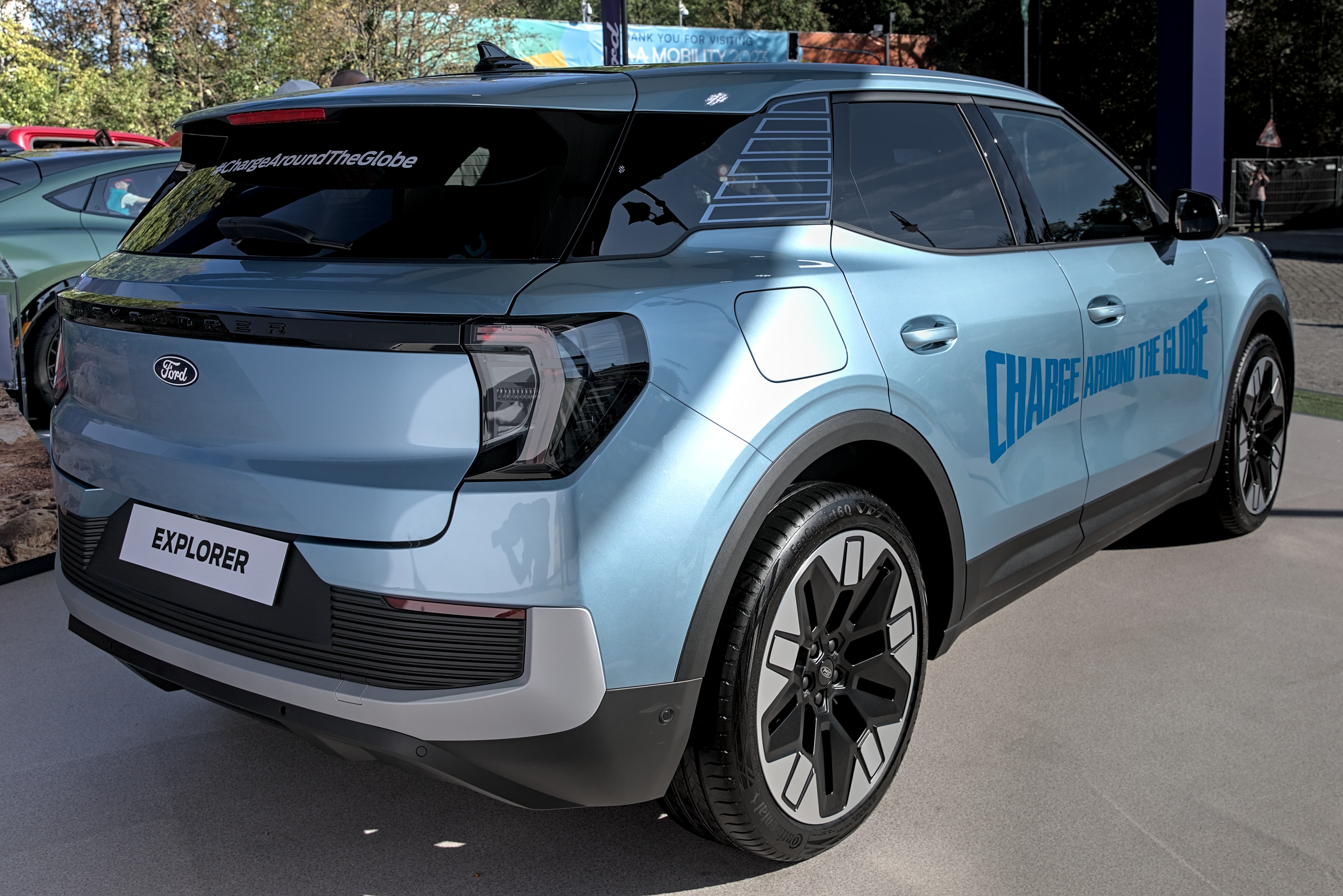
Ford Explorer EV - tył

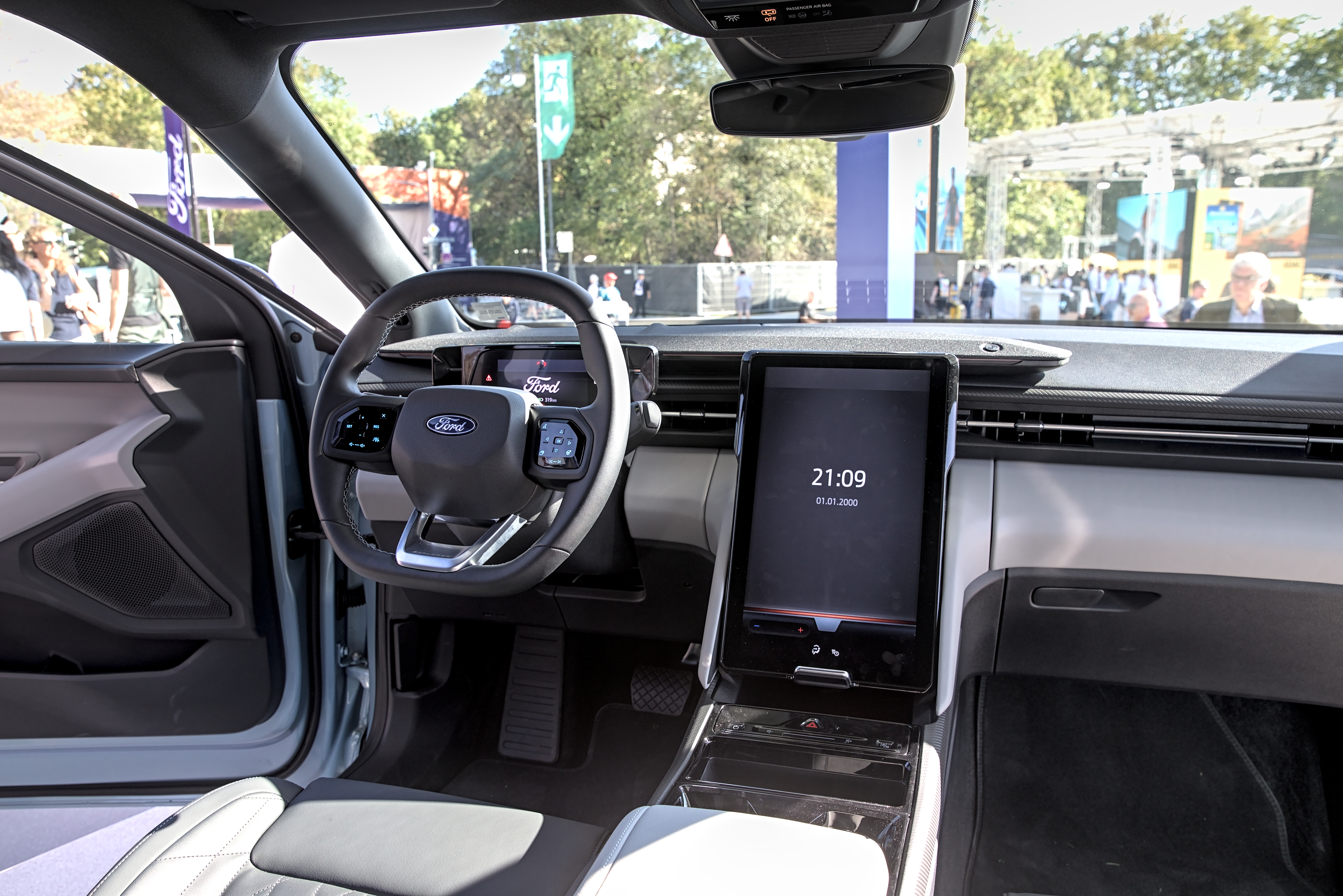
Ford Explorer EV - kokpit

W marcu 2022 Ford zapowiedział ofensywę modelową w klasie samochodów elektrycznych, wśród których znalazł się kompaktowy SUV opracowany w ramach zakrojonego na szeroką skalę partnerstwa z Volkswagen Group zawartego w 2020 roku. Po trwającej kolejny rok fazie rozwoju, która w styczniu 2023 przeszła w etap testowania zamaskowanych przedprodukcyjnych egzemplarzy, samochód miał swój debiut w marcu 2023. Ford Explorer EV otrzymał stosowaną już dla dużego, spalinowego SUV-a nazwę, będąc znacznie mniejszym samochodem pozycjonowanym w gamie poniżej Mustanga Mach-E. Samochód został oparty na modułowej platformie MEB pozyskanej od Volkswagena, na której koncern oparł całą rodzinę większych, średniej wielkości SUV-ów na czele z modelem ID.4.
Pomimo bycia bliźniaczą konstrukcją wobec samochodów Grupy Volkswagena, Explorer EV otrzymał dedykowany projekt stylistyczny wyróżniający się masywną sylwetką z charakterystycznymi reflektorami w kształcie bumerangów i lampami tylnymi w formie liter "C" połączonymi listwą świetlną. Szybka za tylnymi drzwiami została przyozdobiona naklejką z poziomymi liniami, optycznie zmniejszając jej powierzchnię, z kolei alufelgi mogą charakteryzować się średnicą do 21 cali.
Kabina pasażerska utrzymana została w cyfrowym wzornictwie, wyróżiając się rozbudowanym oświetleniem ambiente, cyfrowym ekranem zegarów, dotykowym panelem sterowania oświetleniem zapożyczonym z Volkswagena ID.4, a także masywnym pionowym ekranem dotykowym systemu multimedialnego o przekątnej 15 cali. Wyświetlacz ma regulowane położenie, mogąc znajdować się pod większym kątem lub w bardziej pionowej płaszczyźnie, udostępniając dodatkową przestrzeń w konsoli centralnej. Dodatkowo kabina została wyposażona w głośniki soundbar.

### Sprzedaż
Ford Explorer EV został zbudowany wyłącznie z myślą o rynku europejskim, poszerzając tutejsze portfolio w pełni zelektryfikowanych samochodów. Do produkcji kompaktowego SUV-a wyznaczone zostały specjalnie zmodernizowane zakłady amerykańskiej firmy w niemieckiej Kolonii, z początkiem dostaw pierwszych egzemplarzy wyznaczonym na pierwsze tygodnie 2024 roku. Rezerwacje otwarte zostały tuż po premierze, z końcem marca 2023.

### Dane techniczne
Explorer EV to samochód w pełni elektryczny, współdzielący nie tylko płytę podłogową, ale i układ napędowy oraz zestaw dostępnych akumulatorów z Volkswagenem. Producent przewidział wariant tylkonapędowy oraz AWD, obsługując system szybkiego ładowania od 10 do 80% w 25 minut i średni zasięg na jednym ładowaniu do 500 kilometrów.